# Muziekhuis van Helsinki
Het Muziekhuis van Helsinki (Fins: Helsingin musiikkitalo/ Zweeds: Helsingfors Musikhuset) is concertgebouw in de Finse hoofdstad Helsinki gelegen aan de belangrijke Mannerheimweg. Het gebouw huisvest ook de Sibeliusacademie en is het gebouw waar zowel het Fins Symfonisch Radio Orkest als het Filharmonisch Orkest van Helsinki speelt. 

## Geschiedenis
In 1994 werden plannen uitgewerkt voor de bouw van een nieuw concertgebouw, hiervoor werd een competitie uitgezet die in 2000 gewonnen werd door architectenbureau LPR architects. Het gebouw was gepland op de plaats van het voormalige depot van VR-Yhtymä. De sloop daarvan stuitte op enig verzet. De bouw begon in 2008 en het gebouw werd officieel geopend op 31 augustus 2011.